# Fronte universitario d'azione nazionale
Il Fronte universitario d'azione nazionale (FUAN) è stato un movimento politico universitario di estrema destra, fondato a Roma nel 1950 e sciolto nel 1996.

## Storia
Fu fondato da giovani universitari aderenti alle sezioni giovanili del Movimento Sociale Italiano provenienti da diversi atenei italiani, nel maggio del 1950, a Roma, da Franco Petronio, Tomaso Staiti di Cuddia, Benito Paolone, Giuseppe Tricoli con Silvio Vitale primo presidente.
Ebbe anche rappresentanti dentro l'Unuri, l'organo rappresentativo degli studenti universitari italiani negli anni '50 e '60.
Spesso entrò in contrasto con la linea ufficiale del partito, assumendo all'inizio degli anni '70 anche posizioni più radicali (come avvenne nel caso della sezione romana guidata da Biagio Cacciola, il cosiddetto FUAN-Caravella) ed extraparlamentari.
Era stato proprio il primo presidente del FUAN Caravella di Roma, Giulio Caradonna nel 1968 a guidare l'assalto alla facoltà di Lettere occupata, preoccupato, così come il MSI, della partecipazione dei militanti di destra, insieme agli studenti di sinistra, alla battaglia di Valle Giulia.
Il 7 luglio 1972 a Salerno viene assassinato Carlo Falvella da un anarchico, vice presidente del FUAN della città campana.
Il 28 febbraio 1975, a Roma, in piazza Risorgimento, viene ucciso con un proiettile in fronte, il giovane studente greco Miki Mantakas, militante del FUAN-Caravella.
Nel 1979  prese il nome di "FUAN Destra Universitaria", sotto la presidenza di Luciano Laffranco (dal 1973).
Ne sono stati presidenti Silvio Vitale, Giulio Caradonna, Angelo Nicosia, Franco Petronio, Cesare Mantovani, Armando Plebe, Luciano Laffranco, Giuseppe Tagliente, Maurizio Gasparri e in  ultimo Roberto Menia.
Ne hanno fatto parte decine di parlamentari (tra gli altri Pietro Cerullo, Ignazio La Russa, Giulio Conti,  Italo Bocchino, Francesco Storace, Guido Lo Porto, Giuseppe Tatarella, Domenico Nania, Vittorio Sbardella, Adolfo Urso, Domenico Fisichella), ma anche altri noti personaggi italiani, primo tra tutti Paolo Borsellino (il magistrato rimasto ucciso nella strage di via d'Amelio il 19 luglio 1992 e medaglia d'oro al valor civile), che si iscrisse nel 1959 al "FUAN Fanalino" di Palermo, e ne fu rappresentante eletto degli studenti e dirigente membro dell'esecutivo provinciale, ed il giudice Mario Sossi, rapito dalle BR.
Nel 1996, dopo il congresso di Fiuggi di Alleanza Nazionale, cambia nome in Azione universitaria come componente interna dell'organizzazione giovanile di AN, Azione Giovani, fino allo scioglimento di quest'ultima nel 2009.